# Église Saint-Julien-de-Brioude de Concèze
L'église Saint-Julien est une église catholique située à Concèze, en France.

## Localisation
L'église est située dans le département français de la Corrèze, sur la commune de Concèze.

## Historique
L'édifice est classé au titre des monuments historiques en 1922.